# نيزك حديدي

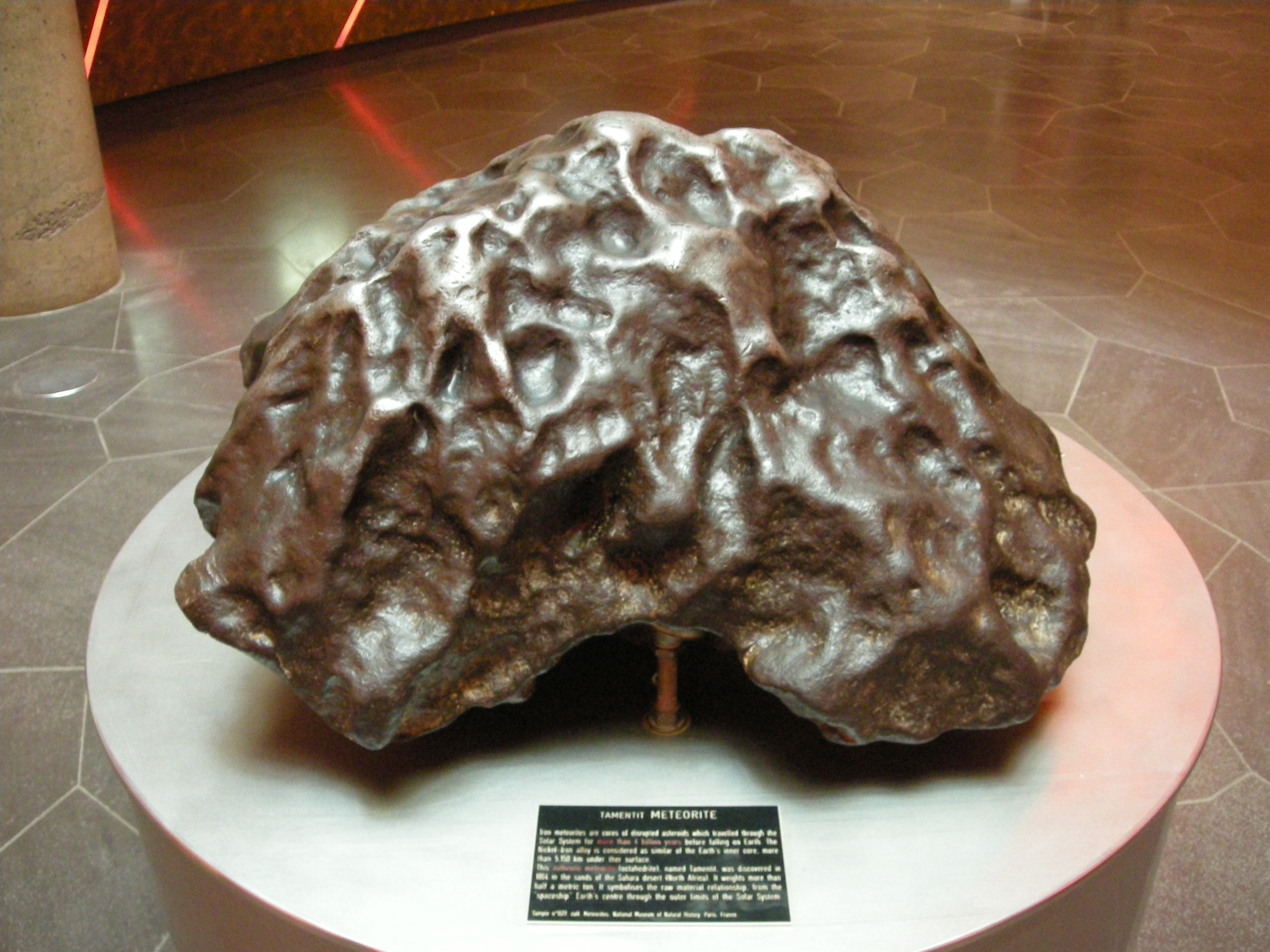
نيزك تمنطيط الحديدي والذي عثر عليه في الصحراء الكبرى عام 1864 يزن حوالي 500 كجم معروض في فرنسا

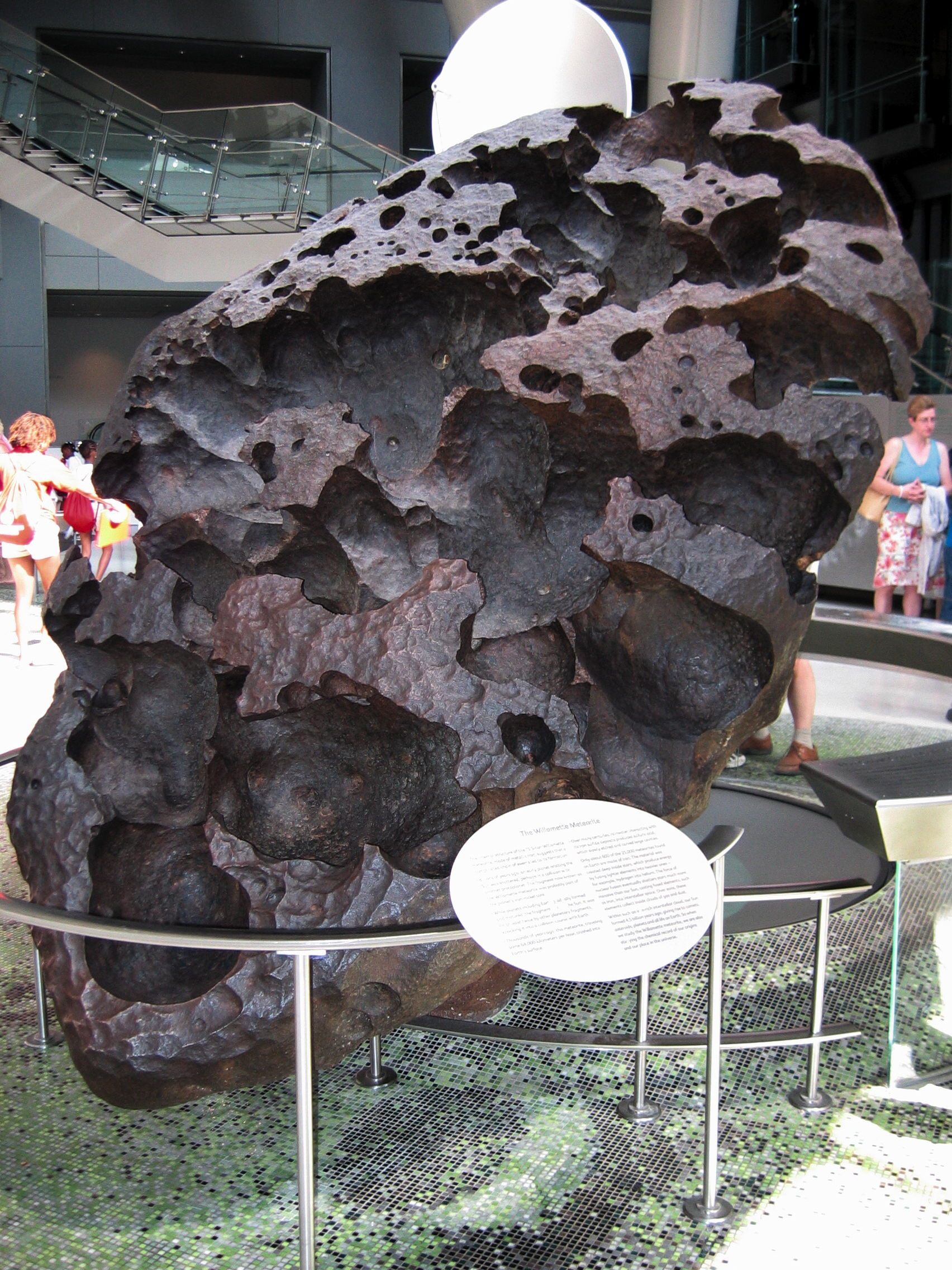
نيزك "ويلاميت" معروضاً في المتحف الأميريكي للتاريخ الطبيعي، وهو يزن 14.15 طن، ويعد أكبر نيزك وجد في الولايات المتحدة.

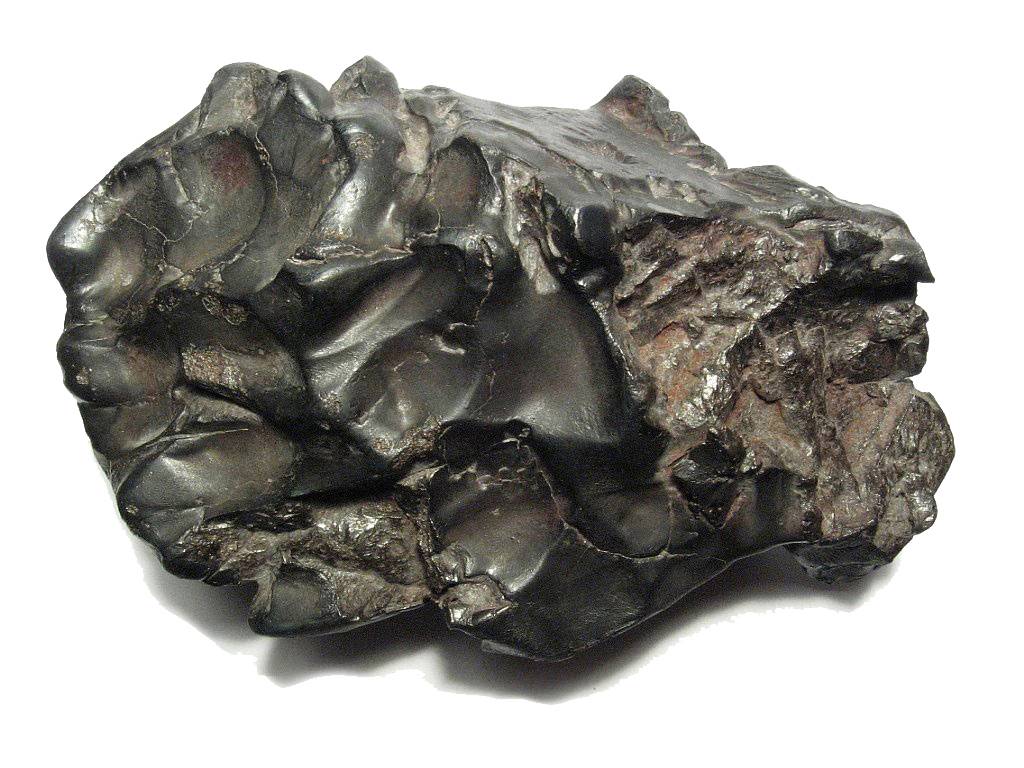
نيزك يزن 1.7 كجم وجد في روسيا عام 1947

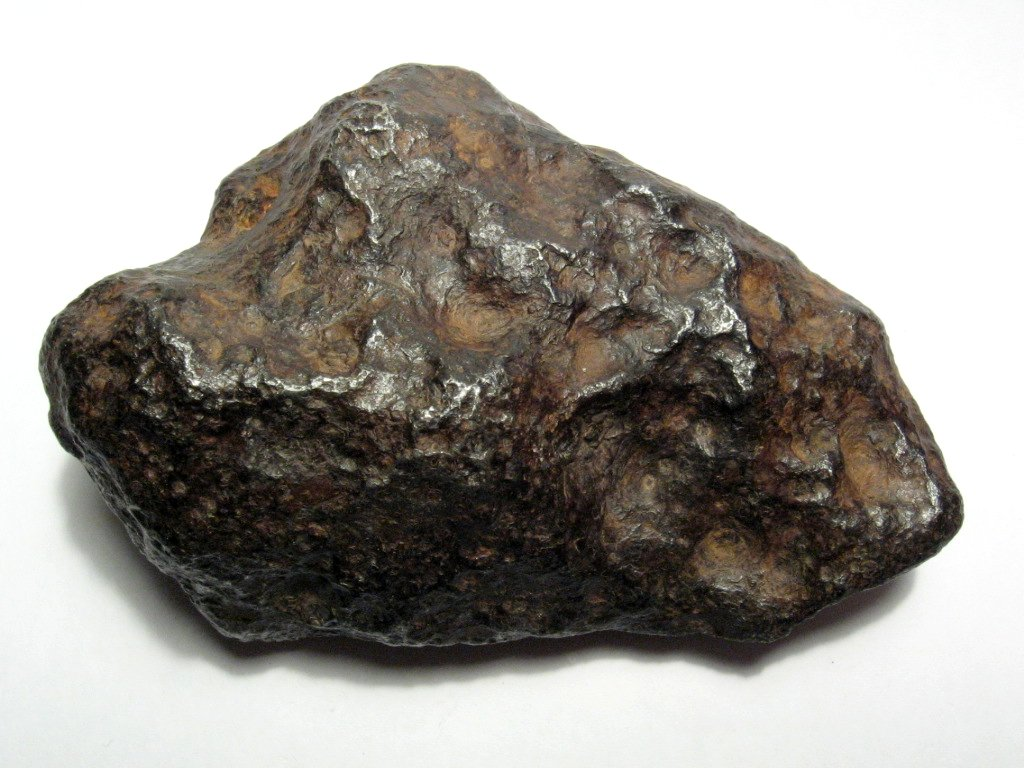
نيزك يزن 700 جم ويبلغ عرضه 9 سم.

 النيازك الحديدية  تتكون في معظمها من سبيكة من النيكل والحديد، وهي من أقدم مصادر الحديد التي استخدمتها البشرية. ويسمى الحديد المستخرج من هذه النيازك بـ  الحديد النيزكي .

## التواجد
تمثل النيازك الحديدية ما يوازي 5.7 ٪ من عدد النيازك التي تم العثور عليها. يرجع ذلك لعدة عوامل:
- يسهل التعرف عليها بسهولة حتى من قبل الناس العاديين، على العكس من ذلك النيازك الحجرية.
- هي أكثر مقاومة للعوامل الجوية.
- هم أكثر مقاومة للتفتت أثناء دخولها الغلاف الجوي، وبالتالي فمن المرجح أن تتواجد في هيئة قطع كبيرة.

في الواقع، حديد النيازك يمثل تقريبا 90 ٪ من كتلة جميع النيازك المعروفة، بمجموع حوالي 500 طن. كما أن جميع النيازك الكبيرة المعروفة هي من هذا النوع.

## المصدر
يربط الكثيرون بين النيازك الحديدية والكويكب فكلا النوعين لها خصائص طيفية متشابهة في مدى الموجات المرئية وتحت الحمراء. ويعتقد أن النيازك الحديدية هي أجزاء من أنوية الكويكبات متحطمة. كما الحرارة المنبعثة من التحلل الإشعاعي لـ 26Al و60Fe في نويات الكويكبات هي المُسببة للانصهار وانفصال النيازك الحديدية عن كويكبات النظام الشمسي.
التحليل الكيميائي وتحليل النظائر للنيازك الحديدية يشيران إلى أن هناك ما لا يقل عن نحو 50 أصل للنيازك الحديدية تختلف عن بعضها البعض.

## التركيب
معظم هذه النيازك تتكون من الكاماسيت التاينيت والتي تحتوي على عنصري الحديد والنيكل بكثافة. كما تحتوي على نسب ضئيلة من الترويليت و الجرافيت محاطة بالشريبرسيت الكوهينسيت.
يشكل الحديد النيكل الكوبالت أكثر من 95 ٪ من تركيبتها الكيميائية، وتتراوح نسبة النيكل بين 5 % - 25 %، وهو ما يميز النيازك الحديدية عن الحديد المصنّع والذي عادة ما يحتوي على نسب أقل من النيكل.

## الاستخدام
استخدمت سبيكة النيكل والحديد من قبل ثقافات عدة لتصنيع الأدوات والأسلحة، كالإنويت وفي التبت.

## اقرأ أيضا
- تريزا (نيزك)
- حجر رأس يورك النيزكي
- كامبو دل ثيلو